# Cucullia virgaureae
Cucullia virgaureae là một loài bướm đêm trong họ Noctuidae.